# Ботаническое общество Британии и Ирландии
Ботаническое общество Британских островов — (англ. Botanical Society of the British Isles, BSBI) — научное общество, объединяющее ботаников Великобритании, Ирландии и Острова Мэн.

## История
Общество основано в 1836 году под первоначальным названием Botanical Society of London. Он включает профессиональных ботаников и любителей, а также организации, занимающиеся исследованием растений на Британских островах.
Общество публикует справочники, атласы, обзоры и журналы, проводит конференции, вручает гранты, стипендии и награды, устанавливает профессиональные стандарты
(совместно с Field Identification Skills Certificate, FISC), и консультирует правительство.

## Журналы
- Watsonia — основан в 1949 году (назван в честь ботаника Sir William Watson; 1715—1787)
- BSBI News (ISSN 0309-930X)

## Справочники
Общество издаёт атласы (Atlas of the British Flora), каталоги растений (например, Vice-county Census Catalogue of the Vascular Plants of Great Britain), и серию справочных руководств BSBI Handbooks series.
- Umbellifers (1980) T.G. Tutin
- Docks and Knotweeds (1981) Lousley & Kent
- Willows and Poplars R.D. Meikle
- Charophytes. (1986) J.A. Moore
- Crucifers. (1991) T.C.G. Rich
- Roses. (1993) Graham & Primavesi
- Pondweeds. (1995) C.D. Preston
- Dandelions. (1997) Dudman & Richards
- Sea Beans & Nickar Nuts (2000). E.C. Nelson
- Sedges. (2007) Jermy, Simpson, Foley & Porter